# Rabee Jaber
Rabee Jaber (arabiska: ربيع جابر, alternativ transkribering Rabi Jabir), född 1972 i Beirut, är en libanesisk författare och journalist.
Jaber anses vara en av de bästa unga arabiskspråkiga romanförfattarna, och har översatts till tyska och franska. Han hamnade på korta listan inför 2010 års IPAF-pris ("det arabiska Bookerpriset") för romanen Amreeka ("Amerika"), och var en av de 39 arabiska författare under 40 år som valdes ut till antologin Beirut 39, huvudprojektet när Beirut var Unescos bokhuvudstad 2009. 2012 vann han IPAF-priset för romanen The Druze of Belgrade.
Jaber är sedan 2001 redaktör för Afaaq, en veckoligen utkommande kulturbilaga i dagstidningen al-Hayat, och har sedan 1992 publicerat 16 romaner. Han har studerat fysik på Amerikanska universitetet i Beirut.